# Andreas Klöden
Andreas Klöden (n. 22 iunie 1975, Mittweida, Saxonia, Germania) este un ciclist german, medaliat olimpic. A participat la 2 ediții ale Jocurilor Olimpice (2000, 2004) în care a câștigat o medalie de bronz.